# Зубаревка (Северный район)
Зубаревка — деревня в Северном районе Оренбургской области России. Входит в состав Новодомосейкинского сельсовета.

## География
Деревня находится в северо-западной части Оренбургской области, в пределах Бугульминско-Белебеевской возвышенности, в степной зоне, на правом берегу реки Дымка, к северу от автотрассы М5, на расстоянии примерно 28 км (по прямой) к северо-востоку от села Северное, административного центра района. Абсолютная высота — 169 м над уровнем моря.
Климат
Климат характеризуется как континентальный с продолжительной морозной зимой, тёплым летом и относительно короткими весной и осенью. Продолжительность безморозного периода составляет 115—125 дней. Среднегодовое количество атмосферных осадков превышает 400 мм.
Часовой пояс
Деревня Зубаревка, как и вся Оренбургская область, находится в часовой зоне МСК+2. Смещение применяемого времени относительно UTC составляет +5:00.

## Население
| 2010 |
| ---- |
| 2    |

Половой состав
По данным Всероссийской переписи населения 2010 года, в половой структуре населения мужчины составляли 100 %.
Национальный состав
Согласно результатам переписи 2002 года, в национальной структуре населения русские составляли 91 % из 11 чел.